# Takayuki Takayasu
Takayuki Takayasu (japanisch 高安 孝幸 Takayasu Takayuki; * 25. September 2001 in der Präfektur Okinawa) ist ein japanischer Fußballspieler.

## Karriere
Takayasu erlernte das Fußballspielen in der Schulmannschaft der Kokoku High School. Von Mitte September 2019 bis Saisonende wurde er an den Zweitligisten Zweigen Kanazawa ausgeliehen. Hier kam er einmal in der zweiten Liga zum Einsatz. Nach der Ausleihe wurde er von dem Zweitligisten am 1. Februar 2020 fest unter Vertrag genommen. Für Zweigen bestritt er in drei Spielzeiten 55 Ligaspiele. Zu Beginn der Saison 2023 wechselte er zum Drittligisten FC Ryūkyū.